# Eva Bacharachová
Eva Bacharachová či Chava Bacharach, hebrejsky חוה בכרך (kolem roku 1580, Praha – 1652, Sofie) byla pražská židovská rabínská učenkyně a hebraistka.

## Život
Narodila se jako dcera Izáka ben Simson ha’Kohena a vnučka slavného pražského „Maharala“, rabbiho Löwa. Jejími bratry byli Chajim Cohen, rabín v Poznani, Neftali Cohen, rabín v Lublinu.
Jako dcera vážené rabínské rodiny získala brzy obšírnou znalost hebrejské a rabínské literatury a často se přela s rabíny o místech v textech. Takováto učenost byla v tehdejší době u žen velmi neobvyklá.
V roce 1600 se vdala za Abrahama Šmuela Bacharacha, pozdějšího wormského rabína. Po jeho smrti 26. května 1615 se se synem Mojžíšem Samsónem a třemi dcerami vrátila zpět do Prahy s úmyslem věnovat se jejich dalšímu vzdělávání. Odmítla nabídku k sňatku od pražského rabína Ješaji ha-Leviho Horowitze, jenž se chystal odcestovat do Jeruzaléma, ačkoli i ona toužila se tam vydat.
Poté, co se její tři dcery vdaly, doprovázela svého syna Samsona roku 1650 do Wormsu, kde převzal rabinát po otci. O rok později se skutečně vydala na pouť do Palestiny, zemřela však během cesty roku 1652 v Sofii, kde byla s velkými poctami pochována.
Její vnuk rabi Ja'ir Chajim Bacharach své paměti na její počest nazval Chavot Jair (Evin Jair).